# Флотація тальку
Флотація тальку

## Характеристика вихідної сировини
Див. також Талькові породи
Вихідною сировиною для одержання флотаційних талькових концентратів є талькові породи (наприклад, тальковий камінь), які містять серпентин, хлорит, магнезит, доломіт і 45 – 75 % тальку Mg5(OH)2[Si4O10].
В Україні тальк видобувається у родовищах Правдинському і Веселянському.

## Режимні параметри флотації тальку
Флотованість тальку значно вище, ніж інших мінералів, що входять до складу руди. При цьому лускаті частинки флотуються краще ніж щільні. Хоча дрібні частинки флотуються з одним спінювачем, для флотації усіх частинок, як і при флотації кам’яного вугілля, необхідне сумісне застосування спінювачів і аполярних збирачів (гасу і ін.). Особливі труднощі являє флотація окисненого тальку, зерна якого покриті плівками оксидів заліза. Застосування невеликої кі-лькості сірчаної кислоти для зниження рН пульпи до 6 – 6,5 покращує селективність флотації тальку.
Якість концентратів визначається чистотою, яка оцінюється вмістом нерозчинного залишку, білизною, крупністю і вмістом заліза, яке додає тальку жовтуватий колір.   
Необхідна крупність подрібнення при флотації становить близько 0,15 мм. Технологічні показники покращуються при стадіальному збагаченні. Як збирач звичайно використовується гас (до 200 г/т), як спінювач – соснове масло (до 100 г/т).

## Схеми флотації тальку
Схеми флотації складаються з основної, контрольної і двох-трьох перечисних операцій. Такі схеми забезпечують вміст у концентраті  до 89 % нерозчинного залишку при вилученні 82 – 83 % тальку. Хвости талькової флотації можуть служити сировиною для отримання в результаті жирнокислотної флотації  магнезитових концентратів.

## Використання талькових концентратів
У промисловості використовують переважно мелений тальк або тальковий порошок. Тальковий порошок застосовують у паперовій промисловості як наповнювач паперу; в лакофарбовій промисловості – для одержання антикорозійних атмосферних фарб; в керамічній промисловості – для виготовлення високовольтних ізоляторів, автосвічок, кераміки, електронагрівальних приладів, кислото- і лугостійкої апаратури, технічного і побутового посуду, облицювальних плиток та інших виробів; в парфумерній і фармацевтичній промисловості – для виготовлення пудри, зубного порошку, присипок, як наповнювач для таблеток та ін., у сільському господарстві – як наповнювач для інсектицидів, для очищення зернових культур.
Тальковий камінь застосовують, головним чином, у металургійній і скляній промисловості для виготовлення вогнетривкої цегли, кислото- і лугостійкого посуду, розподільних дощок та інших цілей.